# Barney Gumble
Vous lisez un « bon article » labellisé en 2010.
Bernard Gumble, surnommé Barney, est un personnage fictif de la série télévisée américaine Les Simpson. Barney est doublé par Dan Castellaneta dans la version originale, par Patrick Guillemin (de la saison 1 à 9) puis Pierre Laurent (depuis la saison 10) dans la version française et par Yves Massicotte dans la version québécoise. Il est apparu pour la première fois dans le premier épisode de la série, Noël mortel. Il est l'ivrogne de la ville de Springfield et le meilleur ami d'Homer Simpson. Son alcoolisme est une raison fréquente de gags et de plaisanteries dans la série mais le personnage se caractérise aussi par ses rots récurrents. Barney a arrêté de boire dans l'épisode Sobre Barney « Alcooliques Non Anonymes », coécrit par Dan Castellaneta, et est resté sobre durant plusieurs épisodes. On apprend également que Barney est gaucher dans l'épisode Le Palais du Gaucher où il répond à Homer « Embrasse-moi j'suis gaucher », probablement un slogan d'un T-shirt vendu dans la boutique de Ned Flanders.
Barney Gumble s'inspire notamment des personnages Barney Rubble dans la série animée Les Pierrafeu et Norm Peterson dans la série Cheers. En 2004, Dan Castellaneta a remporté un Emmy Award dans la catégorie Meilleur doublage pour sa performance sur plusieurs personnages, dont Barney.

## Rôle dansLes Simpson
Le père de Barney, Arnie Gumble était un vétéran de la Seconde Guerre mondiale, mort en 1979 dans un accident alors qu'il paradait. Sa mère a vécu en Norvège durant sa jeunesse et fait maintenant partie de la marine où elle forme les nouvelles recrues. Barney quant à lui est né le 20 avril 1954 (Homer se souvient que c'était le même jour et le même mois de naissance qu'Hitler ; bien que dans l'épisode 10 de la saison 10, Fiesta à Las Vegas, il le donne au 15 juillet « comme Lassie »). Dans le film qu'il réalise dans l'épisode Burns fait son cinéma (diffusé en 1995) , il se dit âgé de 40 ans, ce qui confirme qu'il est né en 1954.
Deux épisodes ont donné deux raisons différentes à son alcoolisme. La première possibilité se trouve dans l'épisode de la saison 4 Monsieur Chasse-neige. L'épisode raconte que Barney prévoyait d'aller à l'université Harvard jusqu'au moment où Homer lui proposa une bière, le jour juste avant qu'il ne parte. L'autre possibilité est émise dans l'épisode Le Mal de mère (saison 16), qui attribue son alcoolisme à sa petite amie à l'école secondaire Chloé Talbot qui quitta Springfield pour suivre une carrière de journaliste, laissant Barney seul qui tenta de noyer son désespoir dans la bière.
Dans l'épisode Le Quatuor d'Homer, Barney formait un quatuor avec Homer, Apu Nahasapeemapetilon et Seymour Skinner, les Bémols. Les membres du groupe ont demandé à Barney de se joindre à eux après l'avoir entendu chanter d'une magnifique voix de ténor aux toilettes de la taverne de Moe, remplaçant ainsi le quatrième membre original du groupe, Clancy Wiggum. En 1986 les Bémols ont remporté un Grammy Award dans la catégorie meilleur groupe de Soul, Spoken Word, ou album de l'année. Mais au fil du temps des disputes se créèrent, et Barney quitta le groupe pour rejoindre sa femme, une artiste conceptuelle japonaise (ce passage parodie les troubles connus par les Beatles après l'union entre John Lennon et Yoko Ono). Après avoir réalisé que le groupe avait perdu de sa popularité, les Bémols se séparèrent.
Dans l'épisode L'Enfer du jeu (saison 5), Barney déclare à Kent Brockman avoir eu une formation de 5 ans de danse moderne et 6 ans de claquettes, mais qu'il n'a pas réussi à décrocher de contrat depuis 6 ans.
Barney commença aussi une affaire de chasse-neige devenant Le Roi de la Neige et rivalisant avec Homer dans l'épisode Monsieur Chasse-neige. La campagne de publicité de Barney (qui utilisait des artistes tels que la chanteuse de country Linda Ronstadt) ridiculisait celle d'Homer, ce qui lui fit perdre tous ses clients au profit du Roi de la Neige. Pour se venger, Homer envoya Barney déneiger une route sur le Mont de la Veuve, une montagne escarpée aux alentours de Springfield. Lorsque Homer regarda le journal télévisé et vit que Barney s'était fait piéger par une avalanche, il décida immédiatement de se rendre à la montagne pour secourir son meilleur ami. Les deux compères réglèrent alors leurs différends et se mirent d'accord pour travailler ensemble. Cependant, au même instant, une vague de chaleur fit fondre toute la neige de Springfield, les forçant à mettre la clé sous la porte.
Après avoir été forcé à passer une soirée sans boire à la taverne de Moe car il a été désigné comme le conducteur, Barney fuit la ville dans la voiture d'Homer, pour, notamment, aller faire la lecture aux retraités de Villanova.
Un gag dans l'épisode Le Choix de Selma nous montre que Barney est le père d'une multitude de bébés nés d'une insémination artificielle avec ses dons de sperme.
Dans l'épisode 22 courts-métrages sur Springfield, Moe annonce que Barney a une dette hallucinante envers lui de 14 milliards de dollars, dette qu'il a dû faire calculer par la NASA.
Barney a fait un film documentaire à propos de sa vie d'alcoolique intitulé Vingt Mille Lieues sous les bières. Ce film remporta le premier prix du Festival du film de Springfield. Dans l'épisode Homer dans l'espace, Barney s'entraîna pour devenir un astronaute de la NASA. Malgré son alcoolisme il démontra rapidement d'impressionnantes compétences sportives et fut sélectionné pour voyager dans l'espace en compagnie de Buzz Aldrin, le deuxième homme à être allé sur la Lune. Malheureusement il retomba vite dans son péché lorsque, pour le récompenser, ses entraîneurs lui offrirent une bouteille de champagne non-alcoolisé. On apprend aussi dans l'épisode Un Homer à la mer que Barney s'est engagé dans la marine des États-Unis à bord du USS Jebediah, en compagnie de sa mère.
Dans Sobre Barney « Alcooliques Non Anonymes », après s'être vu saoul dans une vidéo de son anniversaire, Barney décida d'arrêter de boire. Il rejoignit les alcooliques anonymes, ce qui lui permit de changer d'apparence et d'apprendre à piloter un hélicoptère.

## Personnage

### Création

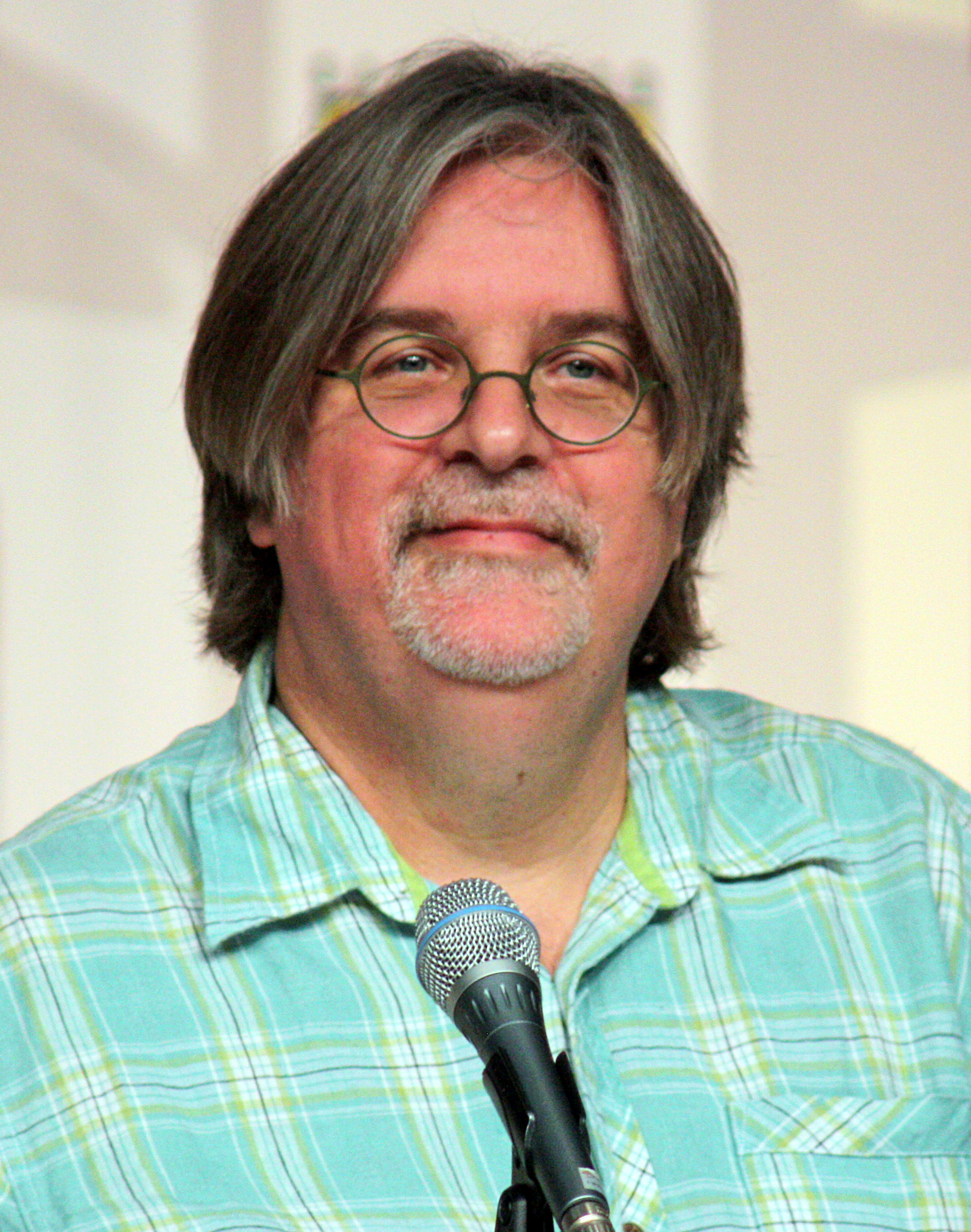
Matt Groening en 2009.

Les créateurs des Simpson se sont en majeure partie inspirés du personnage Barney Laroche (qui se nomme Barney Rubble dans la version originale ce qui est phonétiquement très proche de Barney Gumble), le meilleur ami et voisin de Fred Pierrafeu dans la série animée Les Pierrafeu. Les créateurs voulaient au début que Barney soit l'inséparable de Homer et son voisin de palier, mais à la place, ils ont décidé de faire de lui un alcoolique. « Barney prenait la place habituelle du compère du héros de toutes séries, il devait être aussi pathétique que possible », déclare Matt Groening, le créateur des Simpson. Les scénaristes ont eu d'autres sources d'inspiration pour créer Barney. Ils se sont inspirés par exemple de Grazy Guggenheim, un personnage interprété par le comédien Frank Fontaine (en) dans The Jackie Gleason Show. Une des raisons pour lesquelles ils ont décidé de faire de Barney un alcoolique est que selon Matt Groenning il existe « une sorte de règle non-dite interdisant que des buveurs à la télévision soient une source de comédie. Donc bien sûr, nous l'avons fait exprès ». Les créateurs ont aussi composé le personnage d'après Norm Peterson (interprété par George Wendt) un personnage de la série télévisée Cheers.
Dans quelques-uns des tout premiers épisodes de la saison 1, Barney a les cheveux blonds. Plus tard, durant la production de cette saison, les producteurs les ont changés en bruns, parce qu'ils trouvaient que la couleur de ses cheveux était trop proche de celle de sa peau. À ce propos Matt Groening déclara, lors d'une convention sur l'apparence dans les Simpson, qu'il voulait que seuls les membres de la famille Simpson aient les cheveux blonds.
Le directeur de l'animation, Rich Moore, a construit l'appartement de Barney en se basant sur un appartement que lui et plusieurs autres membres de la production se sont partagé, en particulier les détails tels que le poster de Farrah Fawcett et la table en bobine de câbles électriques. À l'origine les scénaristes voulaient que Barney soit le propriétaire du Bowl-A-Rama de Barney. Mais finalement après l'avoir rendu pathétique au possible, ils n'ont pas pu l'imaginer être le propriétaire d'une quelconque affaire. Dans l'épisode Et avec Maggie ça fait trois, l'oncle de Barney (Al), qui est le personnage retenu pour être le propriétaire du bowling, nous explique qu'il a appelé le bowling d'après le nom de son neveu,.

### Voix

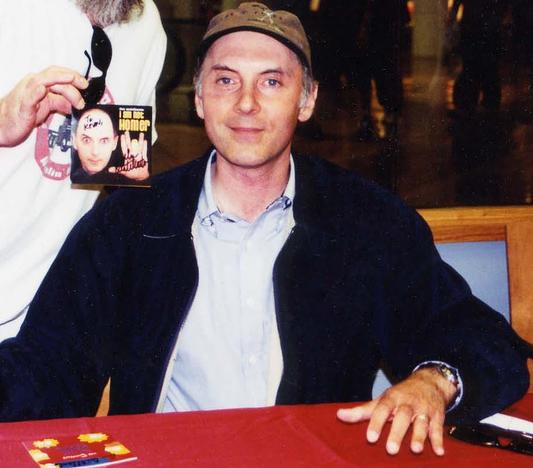
Dan Castellaneta, le doubleur de Barney en version originale.

Dans la version originale, Barney Gumble est doublé par Dan Castellaneta, qui est aussi le doubleur d'Homer et de nombreux autres personnages. Dans la version française sa voix est celle de Pierre Laurent qui remplace Patrick Guillemin depuis la saison 10 et Yves Massicotte est sa voix québécoise. Assez tôt au début des Simpson, Dan Castellaneta s'est rendu compte qu'il n'était pas facile pour lui de faire tous les rots de Barney, bien qu'ils soient sa marque de fabrique. Il a donc cherché la meilleure éructation qu'il avait enregistrée lors des épisodes précédents et demanda aux producteurs de la répéter à chaque fois qu'un script veut que Barney rote. Dans les versions québécoise et française le rot de Barney est aussi celui de Dan. Castellaneta a doublé Barney dans tous les épisodes où il est apparu, mis à part dans l'épisode Le Quatuor d'Homer où un des membres des The Dapper Dans a enregistré les chants de Barney en tant que quatrième membre du quatuor Les Bémols. Les chants des Bémols, mis à part pour Barney, ont en majeure partie été enregistrés par les membres du casting habituel, en fait ils chantaient la mélodie et les Dapper Dans jouaient et chantaient les chœurs en arrière-plan.

### Sobriété
Dan Castellaneta a rapidement pensé que Barney devait arrêter de boire assez tôt dans la série. Il a donc écrit un scénario sur ce sujet, en compagnie de sa femme, Deb Lacusta. Ils donnèrent leur script au directeur artistique Al Jean. Celui-ci apprécia l'histoire, mais la ressentit être trop proche du script que les scénaristes avaient déjà écrit, Ne lui jetez pas la première bière, il décida donc de ne pas garder le scénario des Castellaneta. Dan et sa femme ont dû attendre plusieurs années avant de pouvoir, après l'avoir mis à jour, montrer leur script au nouveau directeur artistique Mike Scully. Il apprécia leur scénario et leur demanda quelques changements avant qu'il ne devienne l'épisode Sobre Barney « Alcooliques Non Anonymes » de la saison 11, diffusé pour la première fois le 9 avril 2000. Cet épisode a été réalisé par Neil Affleck qui a déclaré avoir « un profond intérêt à faire de Barney quelqu'un de sobre ». Cependant certains scénaristes étaient contre cet épisode, pensant que Barney sobre ne serait pas amusant. Dan Castellaneta leur répondit : « C'est toujours un homme-enfant idiot… il a encore 15 ans d'ivresse dans les veines. ».
Après une longue discussion à propos de la façon dont l'épisode devait se terminer, les scénaristes ont décidé que Barney ne devait pas redevenir un ivrogne tout de suite. Il resta donc sobre durant plusieurs saisons. On peut comprendre dans l'épisode de la quatorzième saison, La Reine de l'orthographe, qu'il a rechuté dans son ivrognerie. Les dessinateurs ont modifié l'apparence du personnage, en particulier en lissant ses cheveux, pour montrer sa sobriété. Dan Castellaneta et les autres doubleurs ont modifié leur voix de façon que Barney n'ait plus ses habituels défauts de prononciation. Durant cette période Barney se trouve toujours à la taverne de Moe, mais il boit seulement du café au lait. Cette nouvelle addiction au café a été suggérée par le scénariste et producteur David Mirkin, qui a un ami qui, depuis qu'il a arrêté de boire, n'a de cesse de boire du café.

## Réception
En 2008, Filmcritic.com a classé Barney à la 18e place de la liste des 21 meilleurs alcooliques fictifs de tous les temps. À propos de l'apparition de Barney dans Les Simpson, le film, Filmcritic.com le surnomma « le plus incroyablement amusant des ivrognes de la ville de la culture populaire ». L'IGN a classé Barney à la 5e du top 25 des personnages secondaires des Simpson en 2006, disant, il est devenu « une source indispensable d'humour à travers son comportement d'ivrogne, les rots inclus… De temps en temps il arrête de boire… Mais même si le voir surmonter son irrésistible envie déclenche des comiques de situation, la série est bien mieux avec un Barney sans cesse saoul en train de grimacer chez Moe. ». L'auteur Chris Tuner de Planet Simpson a dit : « Faire de Barney quelqu'un de sobre a fait tomber les producteurs dans le piège dont Les Simpson se moquent, toutes les sitcoms narratives qui durant un épisode d'une demi-heure essaye d'aborder un grand nombre de sujets et qui donne une leçon à la fin. ». Une chronique du Daily Texan Online a appelé l'ascension de Barney vers la sobriété une des « preuves » du déclin de la série en qualité. La revue britannique, The Guardian, déclare que Barney « devrait être félicité de pouvoir faire de la boisson compulsive une source de comédie à la télévision américaine, un rêve jusqu'ici impossible ».
Entertainment Weekly a classé Monsieur Chasse-neige à la sixième place de leur liste des 25 meilleurs épisodes des Simpson de 2003. En 2004, Dan Castellaneta a remporté un Primetime Emmy Award dans la catégorie meilleur doublage pour les voix de plusieurs personnages, dont Barney, dans l'épisode Enfin clown. L'épisode Sobre Barney « Alcooliques Non Anonymes » a été nommé aux PRISM Awards de 2001.
Mark Andrew Greenway, le chanteur du groupe de Grindcore, Napalm Death se fait surnommer Barney en référence a ce personnage, et a son alcoolisme.

## Produits dérivés
Playmates Toys a sorti trois figurines de Barney en action dans la série le Monde de Springfield. Le premier, sorti en août 2000, représente Barney dans son apparence habituelle. Le deuxième, sorti en janvier 2003, représente Barney vêtu de sa veste du Roi de la Neige de l'épisode Monsieur Chasse-neige. Et enfin le dernier, un Toys "R" Us, sorti en juillet 2003, représente Barney en tant que membre des Bémols.
La chanson A Boozehound named Barney de l'épisode Shary Bobbins peut être trouvée dans l'album Go Simpsonic with the Simpsons.